# Warrior Cats
Warrior Cats (Warriors) è una serie di romanzi per ragazzi pubblicata dalla HarperCollins e scritta da Erin Hunter, uno pseudonimo utilizzato dagli autori Kate Cary, Cherith Baldry e Tui Sutherland; La storia della serie è stata sviluppata dall'editrice Victoria Holmes. La serie, lanciata nel 2003, è stata tradotta in numerose lingue tra cui l'italiano. In Italia è stata pubblicata da Edizioni Sonda. 

## Trama Serie 1
Warriors (o Warrior Cats) segue le avventure di quattro clan di gatti selvatici all'interno dei loro territori nella foresta. I quattro clan sono il Clan del Tuono (ThunderClan), il Clan del Vento (WindClan), il Clan della Tenebra (ShadowClan) e il Clan del Fiume (RiverClan). Il Clan del Cielo (SkyClan), un quinto clan della foresta scomparso da molto tempo, viene in seguito introdotto in un romanzo slegato dalla serie originale intitolato StelladiFuoco e il Clan sperduto (Firestar's Quest), a cui ha fatto seguito un altro romanzo SkyClan's Destiny. Il Clan della Stella (StarClan) è il clan in cui tutti i gatti, ormai morti, che nella loro vita sono stati fedeli al loro clan di appartenenza e lo hanno servito fino alla fine, prendono parte divenendo riferimento per i clan terrestri. I gatti che invece sono stati sleali come ArtiglioDiTigre/StellaDiTigre (Tigerclaw/Tigerstar), oppure CodaSpezzata/StellaSpezzata (Brokentail/Brokenstar) sono destinati alla Foresta Oscura (Dark Forest).
La storia inizia quando Ruggine (Rusty), un docile gatto domestico dal pelo fulvo, decide di unirsi al Clan del Tuono e diventare un apprendista con il nome ZampadiFuoco (Firepaw). Infatti secondo un'antica profezia, Ruggine è il "fuoco che salverà il clan". ZampadiFuoco aiuterà i suoi nuovi compagni nella lotta contro il Clan della Tenebra, che trasgredendo al codice guerriero (un accordo creato lune prima tra i cinque clan originali), sta allargando il proprio territorio su quello degli altri clan, oppure a riportare a casa il Clan del Vento cacciato via da StellaSpezzata e molto altro. A ZampadiFuoco verrà dato il nome di CuorediFuoco (Fireheart) quando diventerà guerriero e, successivamente, vice. Diventerà poi leader con il nome di StelladiFuoco (FireStar), aiuterà i clan della foresta riuniti nel Clan del Leone (LionClan) a sconfiggere Attila (Scourge), un malvagio gatto randagio che ha fondato il Clan del Sangue (BloodClan) nella vicina città e vuole invadere i territori dei clan.

## Trama Super Edition: "StelladiFuoco e il Clan perduto"
La storia inizia con una bella giornata di sole, tranquilla e con tanta carne fresca da mangiare. ZampadiMora, un apprendista del Clan del Tuono, ha appena sostenuto la prova per diventare guerriero: diventerà ArtigliodiMora. StelladiFuoco, il leader del Clan del Tuono, inizia ad avere delle visioni: vede un intero Clan guidato da un gatto bianco e grigio (che si scoprirà essere StelladiNuvola, il leader dell'antico Clan), che intraprende un lungo viaggio in terre sconosciute. Dopo aver partecipato al raduno, StelladiFuoco va a PietradiLuna e parla con il Clan della Stella: scopre così che il Clan che ha visto nelle sue visioni è il Clan del Cielo, un quinto Clan scacciato dalla foresta molto tempo prima e ormai disperso, e non si è mai rappacificato con gli altri Clan. StelladiFuoco decide così di risalire tutto il fiume per trovare il nuovo territorio del Clan del Cielo e ricomporlo. Alla fine di questo lungo viaggio durato una luna (intrapreso con TempestadiSabbia), StelladiFuoco conosce due gatti domestici, Ciliegia e Boris, che scopre essere due discendenti dell'antico Clan del Cielo. Ciliegia e Boris dicono a StelladiFuoco di aver visto un gatto solitario, da loro chiamato Lunatico, che a ogni luna piena si reca nel'antico territorio del Clan del Cielo e parla da solo. StelladiFuoco allora decide di aspettare la luna piena per conoscerlo. La sera della luna piena StelladiFuoco conosce Lunatico, che in realtà si chiama Cielo, ed è un discendente dell'antico Clan del Cielo. Da tempo immemore viene, ogni luna piena, a cercare di parlare con il Clan della Stella dalla "Roccia del Cielo", in mezzo al campo del vecchio Clan del Cielo. StelladiFuoco, con l'aiuto di Ciliegia e Boris, invita tutti i gatti dei dintorni (mici domestici, solitari e dissidenti) a un'assemblea per ricomporre il Clan del Cielo. Del nuovo Clan faranno parte: Cielo (che diventerà GuardianodelCielo), Trifoglio (CodadiTrifoglio) con i suoi tre cuccioli (Sassolino, Molletta e Minuta), Foglia (che diventerà prima FogliaChiazzata e poi StelladiFoglia), Ciliegia (ZampadiCiliegia), Boris (ZampadiPassero), Dentone (diventerà BaffoCorto e si ritirerà dal Clan) e Graffio (diventerà ArtiglioAguzzo, il vice). Successivamente entreranno nel Clan anche MantodiPioggia e sua moglie Petalo (NasodiPetalo) con i due figli (Salviotto e Mentuccia) e Eco (diventerà EcodelCanto, la sciamana). Appena ricostituito il Clan, GuardianodelCielo morirà di vecchiaia. Durante la cerimonia per diventare leader del Clan del Cielo, StelladiFoglia riceve le scuse degli antenati degli altri Clan, dispiaciuti di aver scacciato il Clan del Cielo. Poco dopo StelladiFuoco ritorna al Clan del Tuono e ha due cuccioli da TempestadiSabbia, Fogliolina e Scoiattolina.

## Luoghi del primo arco

### Quattralberi
È il luogo dove i quattro clan si riuniscono quando in cielo splende la luna piena. È in mezzo ai quattro territori dei clan. Quando il Clan della Stella non è d'accordo con le decisioni prese al raduno, manda una nuvola a oscurare la luna e questo si conclude.

### Pietradiluna
È il luogo, a nord del territorio del Clan del Vento, dove i leader e gli sciamani dei clan si recano per ricevere rispettivamente le nove vite o scambiare leccate con il Clan della Stella. 
È composto da una grotta (BoccaDiMadre) e da una colonna di cristallo, alta tre code, al suo interno. Quando si tocca la PietradiLuna con il naso, si cade in un sonno profondo, e si parla con il Clan della Stella.

### Luogo dei Bipedi
È il luogo dove viveva StelladiFuoco quando era un micio domestico, e dove incontrerà sua sorella Principessa e suo nipote CodadiNuvola. StelladiFuoco ha anche un amico nel luogo dei bipedi, Chiazzetta.

### Fiume
È situato tra il territorio del Clan del Tuono e quello del Clan del Fiume. È anche il luogo di incontro segreto di StrisciaGrigia e Acquargentea.

### Fattoria di Chicco d'Orzo
È situata a nord del territorio del Clan del Vento, e sulla strada per PietradiLuna.
È una fattoria di bipedi, e nel fienile vive Chicco d'Orzo, un solitario. Con Chicco d'Orzo vive anche ZampaCorvina, un ex apprendista del Clan del Tuono, fuggito con l'aiuto dell'allora ZampadiFuoco dal Clan, perché ArtigliodiTigre voleva ucciderlo.

### Campo del Clan del Tuono
È il luogo dove si svolge la maggior parte della serie. È circondato da ginestre. La tana del leader è sotto alla grande roccia del Clan.

## Le serie
Sono state pubblicate sette serie, ognuna composta da sei volumi. La prima serie, Warriors: The Prophecy Begin (a cui spesso viene fatto riferimento come alla "serie originale" per distinguersi dalle serie successive), è stata pubblicata tra il 2003 e il 2004. Warriors: The New Prophecy, pubblicata tra il 2005 e il 2006, segue la prima serie, raccontando le vicende dei clan che si trasferiscono in un nuovo territorio, la terza serie, Warriors: Power of Three, è stata pubblicata tra il 2007 e il 2009, tratta dei nipoti di StelladiFuoco e di una profezia che grava sulle loro spalle, la quarta serie, Warriors: Omen of the Stars è stata pubblicata tra il 2009 e il 2012, continua esattamente dove era terminata la terza serie, e narra della preparazione alla Grande Battaglia tra la Foresta Oscura e i Clan, la quinta serie, Warriors: Dawn of the Clans, è una serie prequel, che racconta le vicende che hanno portato alla nascita dei clan, la sesta serie, Warriors: A Vision of Shadows, è ambientata alcune stagioni dopo la fine della Grande Battaglia, e racconta del ritorno del Clan del Cielo e della guerra contro Darktail. La settima serie, Warriors: The Broken Code, al 2020 è ancora in fase di pubblicazione.
I maggiori temi trattati nella serie sono l'amore proibito, la natura contro l'addomesticamento, le reazioni delle diverse fedi che si incontrano, e i personaggi che rappresentano un insieme di bene e male. Gli autori hanno tratto ispirazione da diversi luoghi naturali, come New Forest o Loch Lomond,, oltre che da altri autori come J. R. R. Tolkien, J. K. Rowling, e William Shakespeare. Altri autori che sono stati citati come d'ispirazione per la serie sono Enid Blyton, Lucy Daniels, Ellis Peters, Tess Gerritsen, Kate Ellis, Lisa Gardiner, Jaqueline Wilson e Meg Cabot.
Altri libri sono stati pubblicati al di fuori delle serie principali: tredici romanzi super edition, sei guide alla serie, ventuno novelle raccolte in sette libri, e sei manga in inglese nato dalla collaborazione fra HarperCollins e Tokyopop. Oltre ai libri, gli autori della serie hanno scritto anche cinque brevi racconti e due opere teatrali scritte da Vicky Holmes. La prima è intitolata After Sunset: We Need to Talk, la seconda Brightspirit's Mercy. Le rappresentazioni hanno debuttato a Washington il 28 aprile 2007.

## Edizioni straniere
La serie Warriors è stata originariamente pubblicata negli Stati Uniti d'America e nel Regno Unito. Warriors è anche venduta in Nuova Zelanda, Australia e Canada. Traduzioni dell'edizione inglese in altre lingue incluse il ceco, il lituano, il finlandese, il giapponese, il francese, il russo, il cinese ed il coreano sono state pubblicate recentemente. I primi sei libri sono stati pubblicati in Germania e Corea, mentre i primi due in Polonia e i primi sei e della seconda saga il primo in Italia.. Tuttavia un fandom della serie esiste anche a Trinidad e Singapore.

## Accoglienza
Warriors, e soprattutto il primo volume Il ritorno nella foresta (Into the Wild), ha ricevuto numerose recensioni positive, ed è stato definito "da brivido" ("spine-tingling"), "completamente coinvolgente" ("thoroughly engrossing") ed "emozionante" ("exciting") Tuttavia la serie è stata anche criticata per avere un eccessivo numero di personaggi, che può confondere il lettore, e rende difficile seguire la storia. La critica ha paragonato la serie Warriors con Redwall, nonostante l'opera di Erin Hunter appaia "meno elegante". Anche se nominata per diversi premi, fra cui il Young Reader's Choice Awards 2006 (poi vinto da Eragon) ed il Children's Choice Book Awards., al 2011 Warriors non ha ancora ricevuto alcun importante riconoscimento letterario.

## Pubblicazioni

### Warriors (serie originale)[22][23][24][25][26][27]
1. Into the Wild (Il Ritorno nella Foresta in Italia - novembre 2010) - 21 gennaio 2003
2. Fire and Ice (Fuoco e Ghiaccio in Italia - marzo 2011) - 1º giugno 2003
3. Forest of Secrets (I Segreti della Foresta in Italia - ottobre 2011) - 14 ottobre 2003
4. Rising Storm (Prima della Tempesta in Italia - ottobre 2012) - 6 gennaio 2004
5. A Dangerous Path (Un Sentiero Pericoloso in Italia - giugno 2013) - 1º giugno 2004
6. The Darkest Hour (L'Ora più Buia in Italia - gennaio 2014) - 1º ottobre 2004

### Warriors: The New Prophecy[28][29][30][31][32][33]
1. Midnight (Mezzanotte in Italia - aprile 2016)- 10 maggio 2005
2. Moonrise (Prima Luna in Italia - novembre 2016) - 21 giugno 2005
3. Dawn (Alba in Italia - aprile 2017)- 27 dicembre 2005
4. Starlight (Sotto le Stelle in Italia - novembre 2017)- 4 aprile 2006
5. Twilight (Crepuscolo in Italia - marzo 2018)- 4 aprile 2006
6. Sunset (Tramonto in Italia - novembre 2018)-26 dicembre 2006

### Warriors: Power of Three[34][35][36][37][38][39]
1. The Sight (Lo Sguardo Segreto in Italia - 26 settembre 2023) - 24 aprile 2007
2. Dark River (Il Fiume Oscuro in Italia - 14 Maggio 2024) - 26 dicembre 2007
3. Outcast - 22 aprile 2008
4. Eclipse - 2 settembre 2008
5. Long Shadows - 25 novembre 2008
6. Sunrise - 21 aprile 2009

### Warriors: Omen of the Stars[40][41][42][43][44][45]
1. The Fourth Apprentice - 24 novembre 2009
2. Fading Echoes - 6 aprile 2010
3. Night Whispers - 23 novembre 2010
4. The Sign of the Moon - 5 aprile 2011
5. The Forgotten Warrior - 22 novembre 2011
6. The Last Hope- 3 aprile 2012

### Warriors: Dawn of the Clans[46][47][48][49][50][51]
1. The Sun Trial - 5 marzo 2013
2. Thunder Rising - 5 novembre 2013
3. The First Battle - 8 aprile 2014
4. The Blazing Star - 4 novembre 2014
5. A Forest Divided - 7 aprile 2015
6. Path of Stars - 1º settembre 2015

### Warriors: A Vision of Shadows[52][53][54][55][56][57]
1. The Apprentice's Quest - 14 aprile 2016
2. Thunder and Shadow - 6 settembre 2016
3. Shattered Sky - 11 aprile 2017
4. Darkest Night - 7 novembre 2017
5. River of Fire - 10 aprile 2018
6. The Raging Storm - 6 novembre 2018

### Warriors: The Broken Code[58][59][60]
1. Lost Stars - 9 aprile 2019
2. The Silent Thaw - 29 ottobre 2019
3. Veil of Shadows - 7 aprile 2020
4. Darkness Within - 10 ottobre 2020
5. The Place of No Stars - 6 aprile 2021
6. A Light in the Mist - 9 novembre 2021

### Warriors: A Starless Clan
1. River - 5 Aprile 2022
2. Sky - 1 Novembre 2022
3. Shadow - 4 Aprile 2023
4. Thunder - 19 gennaio 2024
5. Wind - 19 gennaio 2024

### Super Edition
I volumi Super Edition (le super edizioni) sono romanzi della serie Warriors di lunghezza approssimativamente doppia rispetto ai volumi della serie regolare, che raccontano storie slegate o parallele a quelle narrate nella linea narrativa principale.
1. Firestar's Quest (StelladiFuoco e il Clan Perduto in Italia Maggio 2015) - 25 agosto 2007
2. Bluestar's Prophecy (La profezia di StellaBlu in Italia Ottobre 2014) - 28 luglio 2009
3. SkyClan's Destiny - 3 agosto 2010
4. Crookedstar's Promise - 5 luglio 2011
5. Yellowfang's Secret - 9 ottobre 2012
6. Tallstar's Revenge - 2 luglio 2013
7. Bramblestar's Storm - 26 agosto 2014
8. Moth Flight's Vision - 3 dicembre 2015
9. Hawkwing's Journey - 1 novembre 2016
10. Tigerheart's Shadow - 5 settembre 2017
11. Crowfeather's Trial - 4 settembre 2018
12. Squirrelflight's Hope - 3 settembre 2019
13. Graystripe's Vow - 1 settembre 2020
14. LeopardStar's Honor - 7 settembre 2021
15. OneStar's Confession - 6 settembre 2022
16. RiverStar's Home - 5 settembre 2023

### Novelle
Le novelle sono simili alle Super Edition, ma più corte.
The Untold Stories (raccolta dei prossimi tre titoli) - 2013
1. Hollyleaf's Story - 3 marzo 2012
2. Mistystar's Omen - 11 settembre 2012
3. Cloudstar's Journey - 29 gennaio 2013

Tales from the Clans (raccolta dei prossimi tre titoli) - 2014
1. Tigerclaw's Fury - 28 gennaio 2014
2. Leafpool's Wish - 22 aprile 2014
3. Dovewing's Silence - 4 novembre 2014

Shadows of the Clans (raccolta dei prossimi tre titoli) - 2016
1. Mapleshade's Vengeance - 7 aprile 2015
2. Goosefeather's Curse - 1º settembre 2015
3. Ravenpaw's Farewell - 26 gennaio 2016

Legends of the Clans (raccolta dei prossimi tre titoli) - 2017
1. Spottedleaf's heart - 11 aprile 2017
2. Pinestar's Choice - 11 aprile 2017
3. Thunderstar's Echo - 11 aprile 2017

Path of a Warrior (raccolta dei prossimi tre titoli) - 2019
1. Redtail's Debt - 9 aprile 2019
2. Tawnypelt's Clan - 9 aprile 2019
3. Shadowstar's Life - 9 aprile 2019

A Warrior's Spirit (raccolta dei prossimi tre titoli) - 2020
1. Pebbleshine's Kits - 7 aprile 2020
2. Tree's Roots - 7 aprile 2020
3. Mothwing's Secret - 7 aprile 2020

A Warrior's Choice (raccolta dei prossimi tre titoli) - 2021
1. Daisy's Kin - 6 aprile 2021
2. Spotfur's Rebellion - 6 aprile 2021
3. Blackfoot's Reckoning - 6 aprile 2021

### Fumetti
Graystripe's Adventure (L'avventura di Strisciagrigia in Italia Giugno 2020) - 3 volumi, 2008
1. The Lost Warrior
2. Warrior's Refuge
3. Warrior's Return

The Rise of Scourge - 1 volume, 2008
1. The Rise of Scourge

Tigerstar and Sasha - 3 volumi, 2009
1. Into the Woods
2. Escape from the Forest
3. Return to the Clans

Ravenpaw's Path - 3 volumi, 2010
1. Shattered Peace
2. A Clan in Need
3. The Heart of a Warrior

SkyClan and the Stranger - 3 volumi, 2011
1. The Rescue
2. Beyond the Code
3. After the Flood[61]

A Shadow in RiverClan - 1 volume, 2020
1. A Shadow in RiverClan

Winds of Change - 1 volume, 2021
1. Winds of Change

Exile from Shadowclan - 1 volume, 2022
1. Exile from Shadowclan

### Graphic novel
1. The Prophecies Begin - 1 volume, 2024

## Personaggi Principali
I nomi fra parentesi sono solo le traduzioni, non i nomi ufficiali. I nomi tra due parentesi tonde sono i nomi in inglese originali. 

### Le Profezie Iniziano (Serie Originale)
StelladiFuoco ((FireStar)) • StrisciaGrigia ((GrayStripe))• DenteGiallo ((YellowFang)) • MantodiLava((CinderPelt)) • FogliaMaculata ((SpottedLeaf))• TempestadiSabbia ((SandStorm))• CodadiNuvola • StellaBlu((BlueStar)) • StelladiTigre((TigerStar))

### La Nuova Profezia
StelladiMora • CodaPiumata • PelodiTornado • VolodiScoiattolo • CorvoPiumato • MantodiLampone • Fogliad'Acqua • BrinadiFalco • AladiFalena

### Power of Three (Potere Dei Tre)
Lionblaze (FiammadiLeone) • Jayfeather (PiumadiGarrulo) • Hollyleaf (FogliadiAgrifoglio) • Breezepelt (MantodiBrezza) • Rock (Roccia) • Sol (Sol) • MantoCinerino

### Omen of the Stars (Il Presagio delle Stelle)
Dovewing (AladiColomba) • Ivypool (Ederad'Acqua) • Lionblaze (FiammadiLeone) • Jayfeather (PiumadiGarrulo • Cinderheart (CuorediLava) • BrinadiFalco • StelladiTigre • StelladiFuoco • Flametail (CodadiFiamma)

### Dawn of the Clans (La Nascita dei Clan)
Gray Wing (Ala Grigia) • Clear Sky (Cielo Pulito) • Thunder (Tuono) • Tall Shadow (Tenebra Alta) • Wind Runner (Vento Corridore) • River Ripple (Fiume Ondulato) • Turtle Tail (Coda Di Tartaruga) • Jagged Peak (Picco Appuntito) • Storm (Tempesta) • Bright Stream (Torrente Lucente)

### A Vision of Shadows (Una Visione di Ombre)
Alderheart (CuorediOntano) • Needletail (CodadiAgo) • Twigbranch (Ramod'Albero) • Violetshine (ViolettaBrillante) • Darktail (CodaScura) • Tree (Albero) • ArtigliodiSorbo • Tigerstar (StelladiTigre/CuorediTigre) • StelladiFoglia • Finleap (SaltodiPinna)

### The Broken Code (Il Codice Infranto)
Bristlefrost (BrinadiSetola) • Rootspring (RadicediPrimavera) • Shadowsight (Vistad'Ombra) • Bramblestar (StelladiMora/ArtigliodiMora) • VolodiScoiattolo • Bramblestar's impostor (L'impostore di StelladiMora)

### L'Avventura di StrisciaGrigia
StrisciaGrigia • Milly

### Tigerstar and Sasha (StelladiTigre e Sasha)
Sasha (Sasha) • Ken (Ken) • Jean (Jean) • Pine (Pino) • Shnuky (Shnuky) • StelladiTigre

### Ravenpaw's Path (La Strada di ZampaCorvina)
ZampaCorvina • Chiccod'Orzo

### SkyClan and the Stranger (Il Clan del Cielo e lo Sconosciuto)
StelladiFoglia • Billystorm (TempestadiBilly) • Sol (Sol)

### Edizioni Speciali
StelladiFuoco • TempestadiSabbia• StelladiFoglia • GuardianodelCielo• StellaBlu • ArtigliodiCardo • MantodiNeve • Piumad'Oca • StellaCadente • CuorediQuercia • Rainflower (FiorediPioggia) • Mapleshade (OmbradiAcero) • ArtiglioAguzzo • EcodelCanto • Stick (Bastoncino) • DenteGiallo • BaffodiSalvia • StellaSpezzata • StellaTagliata • StellaCometa • Jake (Jake) • Sparrow (Passero) • Bramblestar • VolodiScoiattolo • Jessy (Jessy) • Moth Flight (Volo Di Falena) • Micah (Micah) • Hawkwing (VolodiFalco) • Tigerheart (CuorediTigre) • Dovewing (AladiColomba) • Spire (Guglia) • CorvoPiumato • Breezepelt (MantodiBrezza) • NubeNotturna • Cinerina • VolodiScoiattolo • Bramblestar (StelladiMora/ArtigliodiMora) • Mezzanotte • StrisciaGrigia • Gremlin (Gremlin) • Fang (Zanna)

### Novelle
Hollyleaf (FogliadiAgrifoglio) • Fallen Leaves (Foglie Cadute) • Mistystar (StelladiNebbia) • AladiFalena • StelladiNuvola • ArtigliodiTigre • Fogliad'Acqua • VolodiScoiattolo • Dovewing (AladiColomba) • Bumblestripe (StrisciadiBombo) • Mapleshade (OmbradoAcero) • Piumad'Oca • ZampaCorvina • StelladiPino • FogliaMaculata • ArtigliodiCardo • Thunderstar (StelladiTuono) • Lightning Tail (Coda Di Fulmine) • CodaRossa • MantodiLampone • Shadowstar (StelladiTenebra) • Pebbleshine (SassolinoScintillante) • Tree (Albero)